# Mladen Marušić (nastavnik)
Mladen Marušić (Zagreb, 9. srpnja 1957.), hrvatski profesor Strojarske tehničke škole Fausta Vrančića te voditelj grupe Mladih inovatora, dobitnik državnih nagrada, športaš. Potomak je starog hrvatskog plemstva, kraljevskih plemića. Punopravni je član Hrvatskog plemićkog zbora od 2016.

## Životopis
Osnovnu školu „Božidar Adžija“ pohađao je u Zagrebu kao i VII gimnaziju. Fakultet Strojarstva i brodogradnje u Zagrebu upisuje 1976. a završava 1982. godine. Fakultet je završio na usmjerenju automatizacije kod prof. dr. Tugomira Šurine a pod mentorstvom prof. dr. Branka Katalinića. Nekoliko godina radi kao privatni poduzetnik u Gradu Omišu.
Godine 1991. zapošljava se na Strojarsko tehničkoj školi Fausta Vrančića gdje radi neprekidno do danas.
Tijekom školovanja i kasnije bavio se športom. 
U nekoliko športova osvajao je medalje: košarci, veslanju, plivanju, karateu i športskom ribolovu.
Ima status Hrvatskog branitelja a godinu dana priznat mu je status HRVI. 
Dobrovoljni je darivatelj krvi petnaest puta. 
U svom zvanju napredovao je najprije do profesora mentora a kasnije do profesora savjetnika. 
U školi je vodio izvanškolske aktivnosti kao što su mladi tehničari, školski športski klub pet godina a posljednjih dvadeset godina vodi grupu mladih inovatora. Bio je voditelj niz godina kabineta za automatizaciju i pneumatiku.
Sudjelovao je u projektima MZOŠ vezano za darovite učenike. Koautor je knjige u izdanju MZOŠ pod nazivom: „Unapređivanje kvalitete rada sa darovitim učenicima u srednjoškolskom odgoju i obrazovanju.“
Odlukom Državnog tajnika imenovan je u stručno povjerenstvo za utvrđivanje usklađenosti školskih udžbenika s udžbeničkim standardom, nastavnim sadržajima i ciljevima odgojno-obrazovnog rada. Pisac je brojnih stručnih članaka u stručim časopisima „Tehnička kultura“ i ABC tehnike. Sudionik je brojnih TV emisija o školstvu i znanosti kao što su „Puni krug“, „Eureka“ itd.
Kao višegodišnji član Udruge inovatora Hrvatske aktivno sudjeluje u realizaciji programa kojima je cilj otkrivanje i poticanje mladih kreativnih učenika srednjih strukovnih škola.
Bio je koordinator triju izložbi odabranih maturalnih radova u područjima elektrotehnike zagrebački ARHIMED, dizajna varaždinska IDIVA, te graditeljstva - čakovečki IGRAČ.
Dobitnik je brojnih pohvala i priznanja udruga tehničke kulture kao što su „Društvo pedagoga tehničke kulture“, državnih i županijskih natjecanja ARHIMED i INOVA-mladi, IKA - Karlovac itd.
Zahvaljujući uspjesima mladih inovatora FSB dodjelio je školi priznanje i dva mjesta za upis učenika na FSB bez polaganja prijemnog ispita.
Dobitnik je dva puta priznanja Gradskog ureda za obrazovanje i šport.
Mladen Marušić dobitnik je Državne nagrade „Faust Vrančić“ za doprinos razvoju tehničke kulture u 2009. godini.
U hijerarhiji natjecanja u srednjoškolskom odgoju i obrazovanju u proteklih 20 godina s mladim tehničarima i mladim inovatorima osvaja preko 100 prvih, drugih i trećih mjesta, na natjecanjima mladih tehničara u području strojarstva, elektrotehnike, graditeljstva i prometa te na INOVA- mladi u Zagrebu. Dva puta osvaja s učenikom Veliku nagradu INOVA-mladi u Zagrebu te jednom besplatno natjecanje u Londonu.
Na državnom natjecanju elektrotehničkih škola osvaja jednom prvo mjesto u državi s učenikom i pravo nastupa u Bruxellesu bez kotizacije a osam puta njegovi učenici ulaze među deset najboljih te dobivaju pravo natjecanja na svjetskom juniorskom prvenstvu mladih inovatora u Nürnbergu također bez kotizacije.
Zahvaljujući rezultatima na natjecanju u Nürnbergu mladi inovatori dobivaju pozive za nastupe u Genevi, Bordeauxu i Kuala Lumpuru.
Na svim gore navedim natjecanjima osvojene su brojne međunarodne medalje i brojne države dale su mladim inovatorima specijalna priznanja: Rusija, Tajvan, Rumunjska, Južna Koreja, Poljska.
Na svim gore navedenim natjecanjima učenici su bili osvajači zlatnih medalja.
Postoje i tri iznimna uspjeha. To je Grand-prix za najbolju inovaciju u Bordeauxu po verziji IFIA-a, zatim kristalni globus za najperspektivnijeg mladog inovatora Svijeta u Nürnbergu. Treći uspjeh je najveći uspjeh hrvatskog inovatorsta od osamostaljenja Hrvatske i najveći uspjeh hrvatskog strukovnog obrazovanja. To je dodjela Grand-prixa Grada Bruxellesa za najbolji koncept na završnoj večeri dodjele specijalnih nagrada i priznanja u Bruxellesu 2011.
Za mentorski rad s mladim naraštajima gradonačelnik Grada Bruxellesa odlikovao je Mladena Marušića i proglasio ga Vitezom inovatorstva.
Predsjednik svjetske organizacije IFIA-e također ga je odlikovao za zasluge u promicanju novih ideja u Svijetu te ga je također proglasio Vitezom.
Godine 2011. dobio je poziv za nastup na Svjetskom kongresu strojarstva i mobilne tehnologije koji se održavao u Stuttgartu u Njemačkoj.
Godine 2011. bio je opunomoćeni predstavnik Udruge inovatora hrvatske u Bruxellesu gdje je ujedno predstavljao i školu i Hrvatsku.
U stručnom usavršavanju proteklih godina položio je svih 7 ispita ECDL-a te stekao zvanje specijaliste za poslovnu informatiku.
Godina 2014. bila je iznimno uspješna. Dva projekta s učeničkim inovacijama vezane za obnovljive izvore energije osvajaju dvije brončane medalje na Svjetskom prvenstvu mladih inovatora u Nürnbergu. Brojne medijske kuće objavljuju članke o njegovom radu kao mentoru darovitih učenika. Predsjednik Republike Hrvatske odlikuje ga Redom Danice hrvatske s likom Nikole Tesle za osobite zasluge u školstvu vezano za inovacije i rad s nadarenom djecom. Dobitnik je Državne Nagrade za prosvjetu i pedagogiju, Nagrade Ivan Filipović.
Dobitnik je Nagrade Ponos Hrvatske 2014. Nagrada se dodjeljuje za humanost i dobrotu prema ljudima. Nagrada je dokaz uspješnog rada s djecom s posebnim potrebama, darovitom djecom, u srednjoškolskom odgoju i obrazovanju te podizanje pedagoškog standarda za ovu kategoriju učenika.

## Osobni život
Oženjen je i otac dvoje djece. 

## Nagrade i priznanja
- Ponos Hrvatske[5]
- Nagrada Ivan Filipović[6][7]
- Godišnja nagrada Faust Vrančić[8]
- Red Danice hrvatske s likom Nikole Tesle za zasluge u inovatorstvu[9]